# Johann Christoph Röhling
Johann Christoph Röhling (né le 27 avril 1757 à Gundernhausen, près de Darmstadt et mort le 19 décembre 1813) est un botaniste et prêtre allemand.

## Biographie
Il étudie la théologie à Giessen, avant d'enseigner à Francfort-sur-le-Main. En 1792 il devient pasteur à Braubach, et en 1800 il est nommé à la paroisse de Breckenheim.
Il est l'auteur de Deutschlands Flora, un important traité sur la flore d'Allemagne, dont la première édition a été publiée en 1796. Il a aussi publié un travail sur les mousses d'Allemagne, Deutschlands Moose (1800).